# ميخائيل بينز
ميخائيل بينز (بالإنجليزية: Michael Binns)‏ هو لاعب كرة قدم جامايكي في مركز الوسط، ولد في 12 أغسطس 1988 في أبرشية كلارندون في جامايكا. شارك مع منتخب جامايكا لكرة القدم. أما مع النوادي، فقد لعب مع نادي بورتمور يونايتد.

## وصلات خارجية
- ميخائيل بينز على موقع قاعدة بيانات كرة القدم.إي يو (الإنجليزية)
- ميخائيل بينز على موقع ناشيونال فوتبول تيمز (الإنجليزية)
- ميخائيل بينز على موقع Soccerway.com (الإنجليزية)
- ميخائيل بينز على موقع AS.com (الإسبانية)